# Tribalus folliardi
Tribalus folliardi är en skalbaggsart som beskrevs av Yves Gomy och Aberlenc 2006. Tribalus folliardi ingår i släktet Tribalus och familjen stumpbaggar. Inga underarter finns listade i Catalogue of Life.